# Râul Boul Mare
Râul Boul Mare este un curs de apă, unul din cele două brațe care formează Pârâul Boului.  Pe unele hărți, apare sub denumirea de Râul Ianu .

## Hărți
- Harta județului Suceava

1. ↑  Geographic Names Server, 11 iunie 2018